# Borca
Borca – wieś w Rumunii, w okręgu Neamț, w gminie Borca. W 2011 roku liczyła 958 mieszkańców.